# Теобальдо Депетріні
Теобальдо Депетріні (італ. Teobaldo Depetrini, 12 березня 1913, Верчеллі — 8 січня 1996, Турин) — італійський футболіст, що грав на позиції півзахисника. По завершенні ігрової кар'єри — тренер.
Виступав, зокрема, за клуб «Ювентус», а також національну збірну Італії.
Дворазовий чемпіон Італії і дворазовий володар Кубка Італії.

## Клубна кар'єра
Народився 12 березня 1913 року в місті Верчеллі. Вихованець футбольної школи клубу «Про Верчеллі». Дорослу футбольну кар'єру розпочав 1930 року в основній команді того ж клубу, в якій провів три сезони, взявши участь у 66 матчах чемпіонату.
Своєю грою за цю команду привернув увагу представників тренерського штабу клубу «Ювентус», до складу якого приєднався 1933 року. На той момент «Ювентус» тричі поспіль ставав чемпіоном Італії. Ще дві перемоги клуб здобув за участі Депетріні. Стабільного місця в основі на той час не мав, підміняючи когось з основної трійки півзахисників Бертоліні—Монті—М.Варльєн. З часом став основним правим півзахисником клубу, змінивши на цій позиції Луїджі Бертоліні.
В 1938 році додав до переліку своїх трофеїв титул володаря Кубка Італії. У тому розіграші Депетріні зіграв 6 матчів. У фінальному матчі «Ювентус» двічі переміг земляків з «Торіно» 3:1 і 2:1.
Влітку 1938 року брав участь у матчах Кубка Мітропи. «Ювентус» дістався півфінальної стадії, перемігши Хунгарію (Будапешт) (3:3, 6:1) і Кладно (4:2, 2:1). В 1/2 фіналу «стара синьйора» у першій грі перемогла з рахунком 3:2 «Ференцварош», але у матчі-відповіді поступилась 0:2 і вибула зі змагань.
Ще один титул володаря Кубка Італії виграв 1942 року. Цього разу туринський клуб у фіналі переміг «Мілан» — 1:1, 4:1.
Загалом відіграв за «стару сеньйору» шістнадцять сезонів своєї ігрової кар'єри. У складі клубу провів 388 офіційних матчів, у яких забив 10 голів.
В 1949 році у 36-річному віці приєднався до команди «Торіно», яка набирала новий склад після Авіакатастрофи на Суперзі. Відіграв у складі «гранатових» два сезони і завершив кар'єру.

## Виступи за збірну
1936 року дебютував в офіційних матчах у складі національної збірної Італії. Протягом кар'єри у національній команді, яка тривала 11 років, провів у її формі 12 матчів. Значна частина його кар'єри припала на воєнні роки, коли збірна майже не проводила матчів.

## Кар'єра тренера
Розпочав тренерську кар'єру відразу ж по завершенні кар'єри гравця, 1951 року, очоливши тренерський штаб клубу «Сієна».
1952 року став головним тренером команди «Про Верчеллі», тренував команду з міста Верчеллі два роки.
Згодом в 1957 році недовго очолював тренерський штаб клубу «Ювентус». Повернувся в клуб в сезоні 1958/59, коли після провалу в Кубку Чемпіонів був звільнений Любиша Брочич. Загалом протягом цих років очолював команду в 40 матчах. Серед них і вирішальні поєдинки Кубка Італії 1959 року, коли команда з Боніперті, Сіворі і Чарлзом у складі в фіналі перемогла «Інтер» з рахунком 4:1.
Далі протягом одного року, починаючи з 1961, був головним тренером команди «Про Верчеллі». Протягом тренерської кар'єри також очолював команди «Ченізія» (Турин), «Б'єллезе» та «Равенна».
Останнім місцем тренерської роботи був клуб «Чіріє», головним тренером команди якого Теобальдо Депетріні був з 1965 по 1969 рік.
Помер 8 січня 1996 року на 83-му році життя у місті Турин.
| Дата       | Місто     | Господарі | Результат | Гості     | Турнір           | Голи | Примітки |
| ---------- | --------- | --------- | --------- | --------- | ---------------- | ---- | -------- |
| 17-5-1936  | Рим       | Італія    | 2 – 2     | Австрія   | товариський матч | -    |          |
| 31-5-1936  | Будапешт  | Угорщина  | 1 – 2     | Італія    | товариський матч | -    |          |
| 13-5-1939  | Мілан     | Італія    | 2 – 2     | Англія    | товариський матч | -    |          |
| 4-6-1939   | Белград   | Югославія | 1 – 2     | Італія    | товариський матч | -    |          |
| 8-6-1939   | Будапешт  | Угорщина  | 1 – 3     | Італія    | товариський матч | -    |          |
| 20-7-1939  | Гельсінкі | Фінляндія | 2 – 3     | Італія    | товариський матч | -    |          |
| 12-11-1939 | Цюрих     | Швейцарія | 3 – 1     | Італія    | товариський матч | -    |          |
| 3-3-1940   | Турин     | Італія    | 1 – 1     | Швейцарія | товариський матч | -    |          |
| 5-5-1940   | Мілан     | Італія    | 3 – 2     | Німеччина | товариський матч | -    |          |
| 1-12-1940  | Генуя     | Італія    | 1 – 1     | Угорщина  | товариський матч | -    |          |
| 19-4-1942  | Мілан     | Італія    | 4 – 0     | Іспанія   | товариський матч | -    |          |
| 1-12-1946  | Мілан     | Італія    | 3 – 2     | Австрія   | товариський матч | -    |          |
| Усього     |           | Матчів    | 12        |           | Голів            | 0    |          |

### Статистика виступів у кубку Мітропи
| №                      | Розіграш               | Стадія                 | Дата та місце проведення | Команда 1              | Рахунок | Команда 2           | Голи та інші дії |
| ---------------------- | ---------------------- | ---------------------- | ------------------------ | ---------------------- | ------- | ------------------- | ---------------- |
| 1                      | 1938                   | 1/8                    | 26.06.1938, Будапешт     | Хунгарія (Будапешт)    | 3:3     | Ювентус             |                  |
| 2                      | 1938                   | 1/8                    | 3.07.1938, Турин         | Ювентус                | 6:1     | Хунгарія (Будапешт) |                  |
| 3                      | 1938                   | 1/4                    | 10.07.1938, Турин        | Ювентус                | 4:2     | Кладно              |                  |
| 4                      | 1938                   | 1/4                    | 17.07.1938, Кладно       | Кладно                 | 1:2     | Ювентус             |                  |
| 5                      | 1938                   | 1/2                    | 24.07.1938, Турин        | Ювентус                | 3:2     | Ференцварош         |                  |
| 6                      | 1938                   | 1/2                    | 31.07.1938, Будапешт     | Ференцварош            | 2:0     | Ювентус             |                  |
| Всього у кубку Мітропи | Всього у кубку Мітропи | Всього у кубку Мітропи | Всього у кубку Мітропи   | Всього у кубку Мітропи | 6       |                     | 0                |

## Титули і досягнення

### Як гравця
- Чемпіон Італії (2):

«Ювентус»: 1933–1934, 1934–1935
- Володар Кубка Італії (2):

«Ювентус»: 1937–1938, 1941–1942

### Як тренера
- Володар Кубка Італії (1):

«Ювентус»: 1958–1959